# موریل آستیرچه
موریل آستیرچه (انگلیسی: Muriel Ostriche؛ ۲۴ مهٔ ۱۸۹۶ – ۳ مهٔ ۱۹۸۹) یک هنرپیشه اهل ایالات متحده آمریکا بود.

## فیلم‌شناسی
از فیلم‌ها یا برنامه‌های تلویزیونی که وی در آن نقش داشته است می‌توان به رابین‌هود اشاره کرد.